# Toshihide Wakamatsu
Toshihide Wakamatsu (若松俊秀 Wakamatsu Toshihide?) (Miyazaki, Japón; 6 de diciembre de 1965) es un actor japonés.

## Biografía
Cuando estaba en la escuela secundaria, era el vicepresidente de la Organización Estudiantil Dentro de la Escuela y el capitán del club de Kendo, y mi maestra me dijo: "Dejaré tu lugar libre, así que vuelve como maestro de educación física". Sin embargo fue seleccionado por una compañía de teatro y se despertó su vocación por el cine y el teatro. En 1985 se convirtió en estudiante de investigación en Tokyo Hoei Television y comenzó a actuar como actor. En mayo de 1990, se enfrentó al escenario Champion en el Anfiteatro de Aoyama y comenzó sus actividades en gran escala como actor.
En la decimoquinta serie Super Sentai Chōjin Sentai Jetman (emitido desde febrero de 1991 a febrero de 1992 por TV Asahi) interpretó a Gai Yuki, el guerrero Black Condor por lo que ganó popularidad.
En respuesta a una oferta de Toshiki Inoue para la trigésimoquinta serie Super Sentai Kaizoku Sentai Gokaiger en el 2011, volvió a interpretar a Gai Yuki luego de 20 años desde 1991 en la transmisión del 4 de septiembre.
Actualmente Toshihide está casado y tiene un hijo. Dejó de fumar cuando tuvo a su hijo, pero Inoue lo criticó en broma. La razón es Hablando de Kai, Sake y tabaco.
Sus aficiones son el surf, la pintura y la equitación. Sus habilidades especiales son el Kendo 3er Dan, Judo 1.er Dan, Karate y Aikido. Se dice que la razón para aprender a surfear se debió a Kotaro Tanaka, quien interpretó el papel de Ryu Tendoh el guerrero Red Hawk también en Jetman. Después de eso, cuando encontré tiempo, me fui a surfear con Kotaro.

## Anécdotas enChōjin Sentai Jetman
En la audición, el director Keita Amemiya y el guionista Toshiki Inoue y otros jueces tenían la misma edad, por lo que hablaron entre ellos y se dijo que estaban entusiasmados con los dramas extranjeros y las películas de Kurosawa. Más tarde, Inoue dijo que se decidió ser negro desde el principio. Además, Amemiya declaró que estaría a cargo de la ronda principal de Gai.
Describió que Gai Yuki, quien jugaba mucho, era un buen hombre con mucha humanidad y simpatía, y que era completamente útil actuando como si Kai se hubiera convertido en sí mismo. La coprotagonista Rika Kishida describió los puntos en común entre Toshihide y Gai como "de S".
En el proceso de filmación de la obra, las ideas de Toshihide se han adoptado en muchas situaciones importantes en términos de producción. En el guion original, fueron llamados "rojos" y "negros" después de la transformación, pero considerando la dirección del trabajo, fueron llamados por su nombre. Además, cuando había una línea que no encajaba con el rol, en ocasiones hacía una denuncia al director con Kotaro. Se negó a decir que la posición de pie, como Bamiri, interferiría con el juego. En particular, dijo que estaba agradecido de que el camarógrafo Masao Inokuma entendiera sus pensamientos. Como parte de la toma de roles, trató de mantener una distancia de otros miembros así como de Kai en la obra.
La relación con el escritor principal Inoue se profundizó cuando Toshihide tuvo una discusión privada con Inoue cuando no estaba de acuerdo con uno de los directores sobre el personaje de Gai, y en el momento del rodaje, habló sobre el trabajo cinco días a la semana, dijo que a veces se reflejaba en el guion. El hecho de que Gai murió en el episodio final también fue una propuesta que Toshihide incorporaría en el episodio final después de que Inoue dijera en broma que Gai moriría en el episodio 18 "¡Gai, muere!". También es sugerencia de Toshihide que Naoki Ofuji, el actor de traje de Black Condor, desempeñó el papel de arrebatar el triunfo.
El día en que se realizó la primera combinación de vestuario de Gai Yuki en Toei Oizumi Studio fue exactamente su cumpleaños número 25. Además, se dice que el rodaje de la escena final del mismo papel fue justo en su cumpleaños número 26.
En el rodaje del episodio 20, de hecho sangré en la escena en la que el banco me golpeó la cabeza debido a una ráfaga, interrumpí el tiroteo y fui al hospital, pero era una situación especial en la que estaba sangrando con una corbata negra blanca. por lo que fue difícil de explicar.
La acción de la bicicleta se realizó casi sin acrobacias, y pudo atravesar explosiones y caer. Toshihide declaró que se decía que era peligroso al principio, pero una vez que lo hizo, las órdenes llegaron una tras otra.
También compuso la canción insertada Hilarious Ako-chan en el episodio 10. Se solicitó Toshihide en el lugar del rodaje y se terminó en un día.
Es muy popular entre los padres (especialmente las madres) que han estado viendo con los fanáticos de los efectos especiales y los niños desde el comienzo de la transmisión, y durante la transmisión, encendedores Zippo, whisky bourbon, que aparecen en trajes personalizados y obras de los espectadores. Y muchos boletos de arroz y boletos de cerveza se entregaron como obsequios.
Cuando apareció en la serie Gokaiger como Gai Yuki por primera vez en 20 años, Gai que estaba muerto en el episodio final de Jetman, estaba listo para aterrizar en este mundo y luchar. Además, a pedido de Toshihide, Naoki, quien es el mismo que en el momento de Jetman, está a cargo del actor de traje de Black Condor.

## Filmografía

### TV
- Chōjin Sentai Jetman: (1991), Gai Yūki (結城 凱 Yūki Gai?) / Black Condor (ブラックコンドル 'Burakku Kondoru'?)
- Kaizoku Sentai Gokaiger: (2011), Gai Yūki (結城 凱 Yūki Gai?) / Black Condor (ブラックコンドル 'Burakku Kondoru'?) en el episodio 28[1]

### Película
- Hyakujuu Sentai Gaoranger vs. Super Sentai: (2001), Gai Yūki (結城 凱 Yūki Gai?)[1]